# Namgyal Choedup
Namgyal Choedup (tibétain : རྣམ་རྒྱལ་ཆོས་སྒྲུབ, Wylie : rnam rgyal chos sgrub) né au Népal est un anthropologue et homme politique tibétain, actuel représentant au bureau du Tibet de Washington DC.

## Biographie

### Études
En 1992 et en 1996, il obtient une licence et un MBA respectivement au St. Philomena's College, Mysore (en) et à l'université de Mysore, en Inde.
En 2000, il obtient une maîtrise en développement international durable à l'université Brandeis dans le Massachusetts.
Pour son travail de thèse, il effectue 18 mois de travail de terrain dans les communautés tibétaines en exil en Inde. Ses recherches portent les études diasporiques et transnationales, les récits nationaux et la mémoire collective, les études sur le développement, le changement démographique, les sociétés tibétaines contemporaines, la Chine et l'Inde contemporaines.
En 2015, il obtient son doctorat en anthropologie à l'université Washington de Saint-Louis.
Sa thèse de doctorat intitulée « Des réfugiés tibétains aux transmigrants » se focalise sur la migration du peuple tibétain vers différentes nations et la façon dont une génération déplacée a fait face à la géopolitique des nations hôtes.

### Carrière dans l'administration centrale tibétaine
De 1995 à 1998, il travaille à la Commission de planification de l'administration centrale tibétaine. Il est responsable de la planification et membre du groupe de travail de l'administration centrale tibétaine sur le plan de développement des perspectives pour le projet du futur Tibet. Ses principales responsabilités impliquent la conception et la planification d'un projet pilote visant à fournir une formation professionnelle et des placements sûrs aux Tibétains jeunes sans emploi en Inde et au Népal. Il devient le premier coordinateur de ce projet, partage la vie des jeunes sans emploi dans une auberge de jeunesse à Bangalore, et travaille en réseau avec des instituts de formation professionnelle et des entreprises pour former et employer de jeunes tibétains.
Namgyal Choedup est chercheur en chef au Bureau de l'environnement et du développement du gouvernement tibétain en exil de 2000 à 2005.
Le 1er décembre 2021, remplaçant Ngodup Tsering, il est nommé représentant au bureau du Tibet de Washington DC, l'un des postes à l'étranger les plus importants du gouvernement tibétain en exil.

## Publications
- 2019, avec Geoff Childs, From a Trickle to a Torrent: Education, Migration, and Social Change in a Himalayan Valley of Nepal. Oakland: University of California Press, . xv, 230 pp.  (ISBN 9780520299528)
- 2018, Statelessness as a form of citizenship among Tibetan exiles in Citizenship and place : case studies on the borders of citizenship, Goebel, Allison F.
- 2015, avec Geoff Childs, From Servant (g.yog mo) to Disciple (slob ma): Modernity, Migration, and Evolving Life Course Options for Buddhist Nuns in Tibet Studies in Honor of Per Kvaerne, eds. Hanna Havenik and Charles Ramble. Oslo: Novus
- 2014, avec Geoff Childs, Indigenous Management and Socioeconomic Impacts of Yartsa Gunbu (Ophiocordyceps sinensis) Harvesting in Nubri and Tsum, Nepal, Himalaya, the Journal of the Association for Nepal and Himalayan Studies 34(1): 8-21.
- 2006, Trin-Gyi-Pho-Nya: Tibet Environment and Development Digest Vol. 4 (2). Guest Editor. Berkeley: Tibet Justice Center
- 2004, China’s West Development and Rural Empowerment: Is there a link? A Case Study of the Tibetan Plateau in China’s West Development: Domestic Strategies and Global Implications, eds. Ding Lu and William A. W. Neilson. Singapore: World Scientific, p. 409–438